# Michele Bravi
Michele Bravi (Città di Castello, 19 dicembre 1994) è un cantautore e attore italiano, vincitore della settima edizione di X Factor.

## Biografia

### 2013-2014: Primi anni, la vittoria adX Factor, il primo EP e il primo album
Appassionato di musica sin da piccolo, inizia cantando nel coro dei bambini della sua città e studia parallelamente chitarra e pianoforte. Nel 2013 ha deciso di iscriversi ai provini di X Factor.
Entrato ufficialmente nel cast della settima edizione del talent, è stato inserito nella categoria Under Uomini (16-24) capitanata da Morgan. Durante il programma è stato notato da Tiziano Ferro che ha scritto per lui, insieme a Zibba, La vita e la felicità, l'inedito che lo porterà poi alla vittoria del talent. Il singolo ha raggiunto la prima posizione nella classifica FIMI e il 24 gennaio 2014 e in seguito certificato disco d'oro per aver superato la soglia delle 15 000 copie vendute. Il 6 dicembre 2013 viene pubblicato l'EP di debutto La vita e la felicità che contiene alcune delle cover interpretate durante la parentesi televisiva e il singolo omonimo. Il 23 dicembre è uscito anche il videoclip del brano La vita e la felicità.
Nel 2014 ha cantato il brano principale della colonna sonora del film di Carlo Verdone Sotto una buona stella. La canzone, scritta da Federico Zampaglione, è stata pubblicata il 13 febbraio. Nel videoclip della stessa appaiono sia Carlo Verdone che Paola Cortellesi, protagonisti del film. Il 16 maggio 2014 è stato pubblicato il singolo Un giorno in più, che ha anticipato il suo primo album A passi piccoli, pubblicato poi il 10 giugno. L'album contiene undici inediti scritti per lui da autori come Giorgia, Luca Carboni, Tiziano Ferro, Daniele Magro, Piero Romitelli, Emilio Munda e Federico Zampaglione.

### 2015-2016: Nuova casa discografica e secondo EP

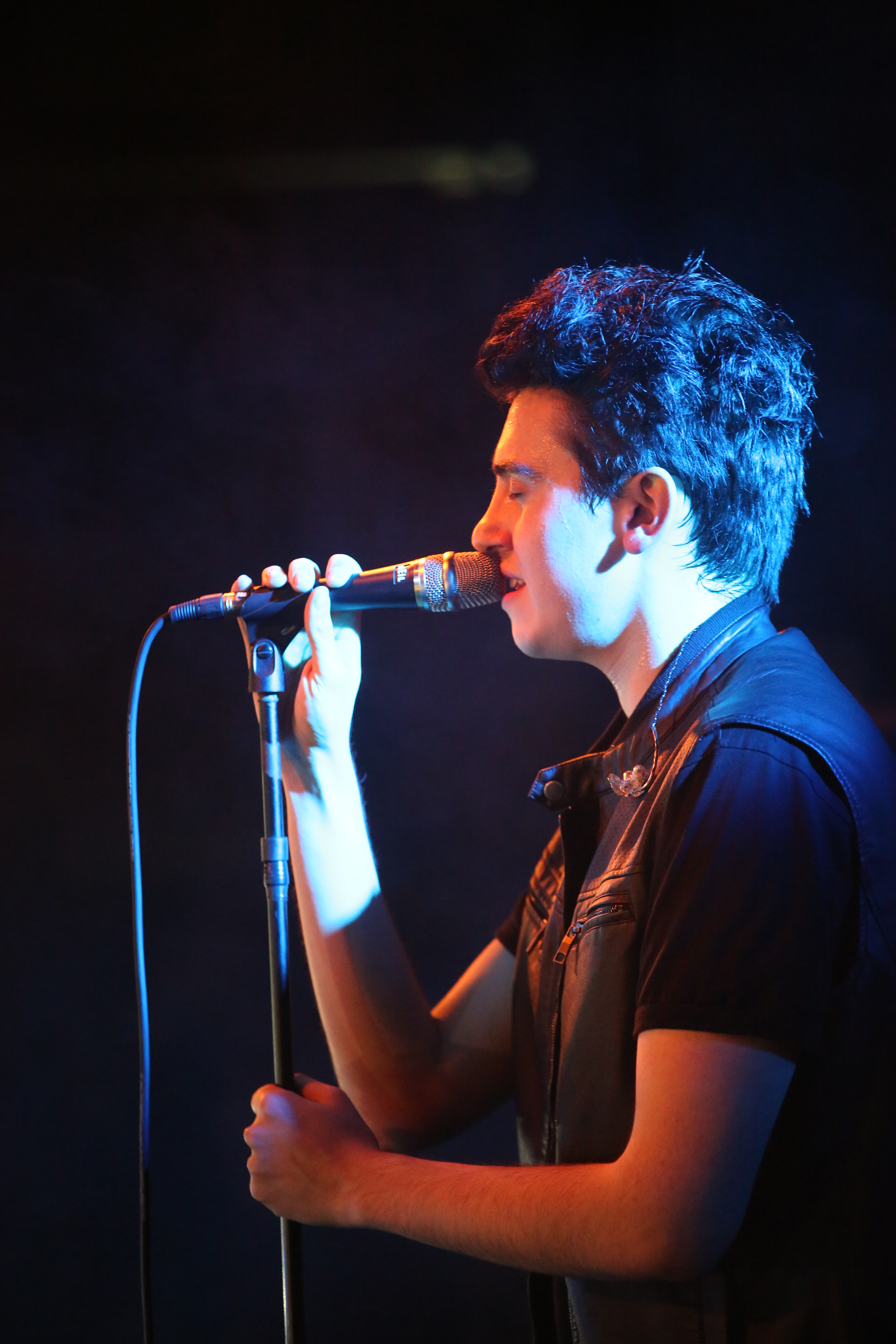
Michele Bravi nel 2016

Avendo cambiato etichetta discografica (Universal Music Italia), Michele all'inizio del 2015 ha aperto un suo canale YouTube, nell'ambito del quale per tutto l'anno si racconta ai suoi fan tramite video settimanali denominati Viaggio in costruzione e si fa conoscere anche tramite alcune collaborazioni con Sofia Viscardi. In contemporanea ha lavorato su nuova musica, e il 2 ottobre è uscito il suo secondo EP I Hate Music, scritto interamente in inglese. Il 30 settembre 2015 è stato distribuito The Days, singolo estratto da I Hate Music, accompagnato da un video. Il 10 dicembre 2015 Bravi si esibisce alla finale della nona edizione di X Factor promuovendo un nuovo singolo da quest'ultimo EP ovvero Sweet Suicide. A fine febbraio 2016 ha iniziato il suo I Hate Music Tour. Il 28 febbraio si è esibito al Nickelodeon Slime Fest, essendo anche in nomination per i Nickelodeon Kids' Choice Awards 2016.

### 2017-2019: Sanremo 2017, MusicParty eAnime di carta
Nel febbraio 2017 ha partecipato al 67º Festival di Sanremo nella categoria "Big" col brano Il diario degli errori, classificandosi al quarto posto. Inoltre, nel programma #MusicParty dal 2 all 6 gennaio sul canale Nickelodeon+1 Bravi fa la sua prima esperienza da conduttore. Il 20 gennaio ha rivelato la copertina, titolo e data di rilascio del nuovo album, Anime di carta, in uscita il 24 febbraio. Il 27 maggio ha vinto il premio Best Performance agli MTV Awards 2017 cantando Solo per un po', secondo singolo estratto dall'album Anime di carta. Sempre nel mese di maggio ha anche fatto parte della Nazionale italiana cantanti partecipando alla ventiseiesima edizione della Partita del cuore. Il 6 giugno si è esibisce all'Arena di Verona per i Wind Music Awards, dove ha ricevuto il premio singolo platino per Il diario degli errori. Ha partecipato inoltre alla quinta edizione del Summer Festival con il brano Solo per un po'. Nel settembre  dello stesso anno è uscito Diamanti, terzo singolo estratto dall'album Anime di carta.
Nel novembre 2017 è uscito Tanto per cominciare, l'unico singolo dell'edizione speciale di Anime di carta, uscita successivamente il 24 novembre. Nello stesso periodo Michele ha anche collaborato all'album Duets - Tutti cantano Cristina, di Cristina D'Avena, nel quale ha duettato con quest'ultima cantando la canzone I Puffi sanno. Nel dicembre dello stesso anno ha cantato la canzone Ricordami-Solo, colonna sonora del film della Disney Coco. Il 31 dicembre è stato ospite all'Unipol Arena di Bologna per partecipare alla seconda edizione del Capodanno in musica. Nel gennaio 2018 ha dichiarato al magazine Snap Italy di volersi prendere un periodo di pausa prima di concentrarsi in un nuovo progetto. Nel 2018 è tornato ben due volte sul palco del Teatro Ariston di Sanremo: il 9 febbraio come ospite duettante al 68º Festival di Sanremo con Annalisa, e il 16 marzo come ospite nel programma Sanremo Young.
Il 18 maggio 2018 è uscito il brano Nero Bali di Elodie, a cui Michele ha collaborato vocalmente insieme a Guè. E proprio con questo brano ha partecipato, insieme ad Elodie, a vari festival ed eventi estivi tra cui la sesta edizione di Summer Festival e la sedicesima edizione di Battiti Live. Nel gennaio 2019 è apparso nella fiction televisiva La Compagnia del Cigno, al suo debutto come attore. Il 24 maggio è tornato a cantare a Milano al concerto di Chiara, mentre nell'ottobre dello stesso anno si esibisce in una serie limitata di concerti al Teatro San Babila a Milano.

### 2020-2021:La geografia del buio
Il 18 febbraio 2020 è stata annunciata la pubblicazione de La geografia del buio, terzo album di inediti del cantautore. Inizialmente prevista per il 20 marzo 2020, l'uscita dell'album è stata posticipata al 29 gennaio 2021.
Dopo un anno e mezzo di assenza dalle scene a causa dell'incidente stradale in cui è stato coinvolto e dell'iter processuale, è tornato in televisione nel maggio 2020 partecipando al talent show Amici speciali, condotto da Maria De Filippi. Contestualmente, il cantautore ha pubblicato anche il singolo La vita breve dei coriandoli. Il 28 agosto 2020 collabora con Mika in una cover di Bella d'estate, noto brano di Mango. Il 22 gennaio 2021 rilascia il singolo Mantieni il bacio che precede l'uscita del terzo album in studio del cantante La geografia del buio, avvenuta il 29 gennaio dello stesso anno.
Il 4 marzo 2021 l'artista è stato ospite del 71º Festival di Sanremo in occasione del quale si è esibito a fianco ad Arisa per reinterpretare Quando di Pino Daniele durante la serata denominata Canzone d'autore, dedicata al tributo dei brani che hanno fatto parte della storia del cantautorato italiano.
Il 4 maggio 2021 ha annunciato l'uscita de La voce dei pesci. Un podcast che prova a dare voce a riflessioni e confronti solitamente muti perché è dai pensieri silenziosi che nasce la letteratura, la musica e la creatività. È composto da quattro episodi in cui Michele crea un dialogo con professionisti, artisti e grandi personalità che hanno ispirato il suo lavoro e la sua vita (Andrea Bajani, Massimo Recalcati, Selvaggia Lucarelli e Stefano Bollani).
Il 18 giugno 2021 ha pubblicato il singolo Falene in collaborazione con il gruppo britannico Sophie and the Giants.
Il 22 ottobre 2021 ha rilasciato il singolo Cronaca di un tempo incerto, ultimo inedito estratto dalla Extended Version dell'album La geografia del buio, che è uscito in formato vinile il 12 novembre dello stesso anno. Il videoclip del singolo è stato presentato in anteprima ad Alice nella città in occasione del Festival del cinema di Roma e vede la partecipazione dell'attore Sergio Albelli insieme a Bravi.

### 2022-2024: Sanremo 2022 eTu cosa vedi quando chiudi gli occhi
Nel febbraio 2022 ha partecipato al 72º Festival di Sanremo con il brano Inverno dei fiori, classificandosi decimo al termine della manifestazione. Il 27 maggio ha pubblicato il singolo estivo Zodiaco, presentato in anteprima durante il tour Live a Teatro. Da luglio a ottobre ha condotto il podcast Feroci, su YouTube, con Willwoosh e Lollo Barollo. Il 13 ottobre è uscito nelle sale cinematografiche il film Amanda, al quale Bravi ha preso parte. Il 23 novembre è uscito nelle sale cinematografiche il film Disney Strange World - Un mondo misterioso al quale il cantautore ha preso parte componendo  e cantando il brano dei titoli di coda Antifragili in collaborazione con Federica Abbate.
Nel 2023 e nel 2024 ha ricoperto il ruolo di giudice nella fase serale del talent show Amici di Maria De Filippi. Il 27 ottobre 2023 ha pubblicati il singolo Odio , seguito dai singoli pubblicati nel 2024 Per me sei importante, Umorismo italiano e Malumore francese con Carla Bruni. I brani hanno anticipano il quarto album in studio Tu cosa vedi quando chiudi gli occhi, il quale ha esordito alla decima posizione della classifica classifica FIMI Album.

### 2025-presente: Cambio di etichetta
L'8 febbraio 2025 il cantautore ha comunicato la recessione del suo contratto con la casa discografica Universal Music Italia a causa della sua esclusione al 75º Festival di Sanremo, in cui Bravi avrebbe voluto partecipare in gara con il brano Lo ricordo io per te, dedicato ai suoi nonni, Luigi e Graziella, che hanno sofferto della malattia di Alzheimer e con cui li avrebbe voluti omaggiare in occasione del loro anniversario di matrimonio. Dopo l'esclusione dalla manifestazione e la cessione del contratto precedente con l'Universal, Bravi ha firmato un nuovo contratto discografico con la Pastore Studio e Believe Music, con cui il 4 aprile ha pubblicato il brano Lo ricordo io per te realizzando un cortometraggio diretto da lui stesso, con protagonisti gli attori Lino Banfi (nei panni del nonno Luigi) e Lucia Zotti (nei panni della nonna Graziella), e ambientato a Città di Castello, città natale dell'artista. Il 23 maggio è stato diffuso il singolo Popolare, in collaborazione con Mida.

## Procedimenti giudiziari
Il 22 novembre 2018, il cantautore si rese colpevole di un incidente stradale a Milano che causò la morte di una motociclista di 58 anni. A seguito dell'evento, gli impegni previsti del cantante vennero annullati. Secondo le indagini preliminari, Bravi effettuò un'inversione vietata per immettersi in una via nel senso di marcia opposto: il cantante venne accusato di omicidio stradale e rinviato a giudizio nel luglio 2019.
Nel corso dell'udienza preliminare del 23 gennaio 2020 il cantautore fece richiesta di patteggiamento per un anno e sei mesi di reclusione con sospensione della pena e non menzione nel casellario giudiziale, accettata dal GUP di Milano nel successivo mese di luglio.

## Vita privata
Nel 2017, in un'intervista per la rivista Vanity Fair Italia, ha dichiarato di essersi innamorato di un ragazzo, preferendo non definirsi omosessuale, ma parlando di sessualità "fluida".

## Discografia
- 2014 – A passi piccoli
- 2017 – Anime di carta
- 2021 – La geografia del buio
- 2024 – Tu cosa vedi quando chiudi gli occhi

## Tournée
- 2016 – I Hate Music Tour
- 2017 – Nuove pagine Tour
- 2019 – Live al Teatro San Babila
- 2021 – Live Piano e Voce
- 2021 – La geografia del buio Tour
- 2022 – Live a Teatro
- 2022 – Zodiaco Tour
- 2024 – Tu cosa vedi quando chiudi gli occhi Tour
- 2025 - Sottovoce Tour

## Filmografia

### Attore

#### Cinema
- Amanda, regia di Carolina Cavalli (2022)
- Finalmente l'alba, regia di Saverio Costanzo (2023)

#### Televisione
- La Compagnia del Cigno – serie TV (2019)
- Monterossi – serie TV (2022)

#### Podcast
- La voce dei pesci (Spotify, 2021)
- Batman - Un'autopsia (Spotify, 2022)
- Feroci (YouTube, 2022)

### Regista

#### Cortometraggi
- Lo ricordo io per te (2025)

## Programmi televisivi
- X Factor (Sky Uno, 2013) - concorrente
- Third Wheel Italia (Vodafone TV, 2017)
- Amici di Maria De Filippi (Canale 5, 2017-2018, 2023-2024) - tutor (2017-2018); giudice (2023-2024)
- Amici speciali (Canale 5, 2020) - concorrente

## Partecipazioni a manifestazioni canore
- Festival di Sanremo (Rai 1)
  - 2017 – 4º posto sezione "Campioni" con Il diario degli errori
  - 2022 – 10º posto con Inverno dei fiori

## Opere
- Michele Bravi, Nella vita degli altri, Mondadori, 2018, ISBN 9788804683735.

## Riconoscimenti
- MTV Awards
  - 2014 – Premio "Best Performance" con Un giorno in più
  - 2017 – Premio "Best Performance" con Solo per un po'
- Music Awards
  - 2017 – Premio singolo di platino per Il diario degli errori
- Premio Lunezia
  - 2020 – Premio qualità musical-letteraria per La vita breve dei coriandoli
- X Factor
  - 2013 – Vincitore della settima edizione